# ニコチン依存症
ニコチン依存症（ニコチンいそんしょう、ニコチンいぞんしょう、英語: Nicotine dependence）とは、主に喫煙によるたばこの常用で生じるニコチンに対する依存症（嗜癖）で、薬物依存症のひとつ。世界保健機関 (WHO) による疾病の分類基準である国際疾病分類第10版 (ICD-10) では「F17.2 タバコ使用<喫煙>による精神および行動の障害 依存症候群」として精神障害に分類されている。

なお、ニコチンの摂取による急性症状とは異なる概念である。

## ニコチンの依存性
| 依存薬物                         | 依存 |
| -------------------------------- | ---- |
| タバコ                           | 31%  |
| ヘロイン                         | 23%  |
| コカイン                         | 17%  |
| アルコール                       | 15%  |
| 抗不安剤（鎮痛剤や睡眠剤を含む） | 9%   |
| 大麻                             | 9%   |

タバコには依存性物質であるニコチンが含まれる。ニコチンは脳内の報酬系を刺激するため、タバコを喫煙することによりニコチン依存が生じる。

ニコチンは非常に依存性が高く、喫煙者の約7割がニコチン依存症であり（約4割が無自覚）、その中の過半数が将来自身が肺癌になる可能性が高いことを自覚している。ニコチン依存症の多くが禁煙を希望し、実際に禁煙を試みてみたものの失敗して喫煙を継続している。禁煙外来に訪れる前に本人だけの1回から2回の禁煙失敗経験を示す。
近年、国内外の幾つかの研究グループによって、タバコ依存症に陥りやすく、その結果として肺癌になりやすくする遺伝子の存在が明らかになっている。米国M.D.アンダーソンがんセンターによると、両親共にタバコ依存症を招く遺伝子を持つ喫煙者は、そうでない喫煙者と比べて80%も肺癌になる可能性が高いとの調査報告がある。

## 治療
日本では中央社会保険医療協議会により正式な疾患と認められ、2006年4月からニコチン依存症患者の医療機関での禁煙治療が健康保険制度の適用となった。これにより禁煙治療における患者負担額が大幅に軽減されることとなり、禁煙外来を新設する病院や診療所が増えた。

## 未成年者のニコチン依存症
日本では二十歳未満ノ者ノ喫煙ノ禁止ニ関スル法律により、未成年者の喫煙や、未成年者に喫煙機会を与えることは禁止されており、学校教育で禁煙指導している。しかし社会の喫煙に対する姿勢もあって完全な防止には至っていない。
| 毎日喫煙 ％ | 中1  | 中2  | 中3  | 高1  | 高2  | 高3  |
| ----------- | ---- | ---- | ---- | ---- | ---- | ---- |
| 男          | 0.4% | 1.3% | 2.2% | 4.7% | 8.2% | 13%  |
| 女          | 0.2% | 0.5% | 1.2% | 1.7% | 3.3% | 4.3% |

喫煙の動機は「好奇心」「何となく」が多く、たばこは自動販売機や小売店で容易に入手している。未成年の喫煙行動は友人、親、兄姉、教師などの喫煙と密接な関係がある。2010年10月の横浜市の調査では、中学生の1.5%が常習喫煙者であり、保護者の7割が容認していることを示した。 山田巧教育長は「低年齢での喫煙習慣は、重大な健康被害をもたらすのみならず、少年非行の入り口として健全育成の観点から大きな課題がある」「常習者対象の禁煙指導プログラムを策定し、保護者と共同で禁煙支援の取り組みを推進する」と述べた。
未成年者が喫煙した場合、若ければ若いほどニコチン依存症に陥る可能性が高いばかりでなく、大人以上にたばこから受ける害悪が大きい。喫煙開始年齢が低いほど依存を形成しやすい傾向がある。また、喫煙開始年齢が低いほど健康に与える影響や、後年の発癌率も高いことが知られており、未成年の喫煙防止が非常に重要である。